# Elise Hall

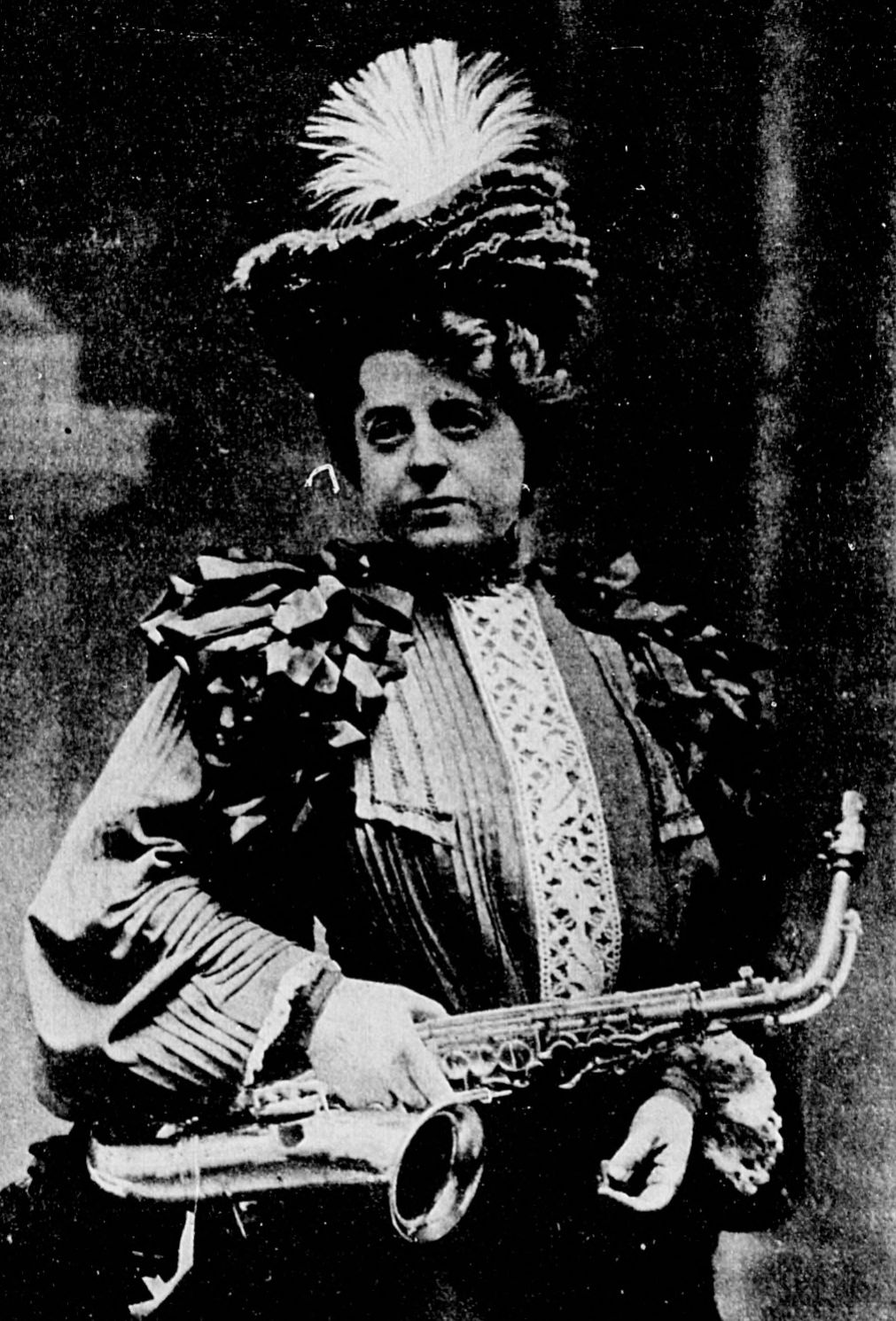
Elise Hall, 1905

Elise Hall (* 15. April 1853 in Paris als Elizabeth Boyer Coolidge; † 27. November 1924 in Boston) war eine US-amerikanische Saxophonistin und Musik-Mäzenin.

## Leben
Elise Hall, aus einer bekannten Bostoner Familie stammend, verbrachte die ersten Jahre ihres Lebens in Frankreich. 1879 heiratete sie Richard J. Hall, den ersten amerikanischen Chirurgen, der erfolgreich eine Appendektomie durchführte. Um das Fortschreiten einer in den 1890er Jahren einsetzenden Schwerhörigkeit aufzuhalten, begann sie auf Rat ihres Mannes mit dem Erlernen des Saxophonspiels. Nach dessen Tod 1898 nahm Elise Hall Unterricht bei Georges Longy, dem aus Frankreich stammenden Ersten Oboisten des Boston Symphony Orchestra. Um auch Amateurmusikern Gelegenheit zum Orchesterspiel zu geben, unterstützte Hall den Aufbau des Boston Orchestra Club finanziell und übernahm 1904 die Präsidentschaft. 
Außerdem vergab Elise Hall angesichts des kleinen Repertoires für Saxophon und Orchester Kompositionsaufträge. Der erste ging an Charles Martin Loeffler, dessen Divertissement espagnol pour orchestre et saxophon Hall 1901 zur Uraufführung brachte, mit sehr positiver Kritik im Boston Journal. In den folgenden Jahren entstanden auf ihr Betreiben insgesamt 22 Auftragswerke für Saxophon mit Orchester fast ausschließlich französischer Komponisten, darunter André Caplet (Impression d’automne, Légende), Philippe Gaubert (Poème Elégiaque), Gabriel Grovlez (Suite), Vincent d’Indy (Choral Varié) oder Florent Schmitt (Légende op. 66). Prominentester Vertreter war Claude Debussy, den Halls Auftrag samt Vorab-Honorar im Sommer 1901 erreichte, wobei Georges Longy als Mittelsmann fungierte. Die Komposition kam allerdings zu Lebzeiten Debussys nicht zum Abschluss, wurde erst postum in eine aufführbare Fassung gebracht und als Rapsodie pour orchestre et saxophone 1919 gedruckt und uraufgeführt. Die Auftraggeberin, inzwischen nahezu ertaubt, fand keine Gelegenheit mehr, das Werk aufzuführen. Ihr letzter bekannter Auftritt fand im Januar 1920 statt.
Über Elise Hall sind in Verbindung mit einem Auftritt im Pariser Nouveau Théâtre im Mai 1904 abschätzige Äußerungen überliefert, die vorwiegend auf ihre auffällige Kleidung und das besonders bei einer Frau ungewohnte Soloinstrument anspielen. Auch Debussy, der mit seinem Kompositionsauftrag Schwierigkeiten hatte, äußerte sich ironisch über sie. Allerdings würdigte eine Pariser Kritik 1904 ihr gutes Spiel und selbst die New York Times berichtete von einem Auftrittserfolg Halls. Im Frühjahr 1905 trat Elise Hall erneut in Paris auf, diesmal in der Salle Pleyel. Le Monde musical hob den angenehmen Ton und das ausgeprägte künstlerische Gefühl der Solistin hervor.